# Nahas
Nahas was een warenhuisketen van A.S. Nahas, actief in de aggloeratie Los Angeles. Het assortiment bestond uit kleding, huishoudelijke artikelen en elektronica. 

## Geschiedenis
De Nahas-keten ontstond in 1951 als een partnerschap tussen A.S. Nahas en Donald R. Nuss. In 1970 werd de onderneming omgezet in een rechtspersoon. De keten nam het warenhuis van Rathbun over op Lankershim Boulevard 5311 in North Hollywood en noemde het 'Nahas Rathbuns' voordat de vestiging in 1980 sloot. De resterende winkels in Nahas werden van 1981 tot 1982 gesloten.  
Nahas stierf op 13 december 1970. Vanaf 1974 was Nuss de CEO. 

## Filialen
Het bedrijf had filialen in: 
- Burbank, Verdugo Avenue 1611, het was een van de eerste twee winkels geopend in 1953, gerenoveerd in 1958
- Hollywood, een van de eerste twee winkels die in 1953 werd geopend
- Gardena, West Redondo Beach Boulevard 1250, de derde winkel, geopend in 1954
- Panorama City / "Pacoima", Woodman Avenue 9035 in het winkelcentrum Woodman Square, de vierde winkel, geopend in 1955
- Sherman Oaks, Van Nuys Boulevard 4520, de vijfde winkel, 2.800 m², geopend in 1958-9
- Long Beach, Bellflower Boulevard 3008, 1.300 m², de zesde winkel, geopend in 1960
- La Habra, winkelcentrum La Habra Square, West Central Avenue 2131 (nu La Habra Boulevard), 2.200 m², geopend ca. maart 1961, de zevende winkel van de keten
- Granada Hills, North Valley Plaza Shopping Center, Chatsworth Street bij Balboa Boulevard, achtste winkel, geopend in 1962
- La Crescenta, Foothill Boulevard 2651, geopend vóór de vestiging in Tustin
- Tustin, winkelcentrum Tustin Heights, Irvine Boulevard 1134, 2.000 m², tiende winkel, geopend op 2 december 1965, gesloten in 1981

Latere werd ook geadverteerf met filialen in:
- Hanford, Kings Mall Shopping Center
- Irvine, Culver Drive 14280
- North Hollywood (oorspronkelijk Rathbun's, geopend in 1921, verworven rond 1971), Lankershim Boulevard 5311
- Rancho Bernardo, San Diego, Bernardo Plaza Drive 11965, (werd in 1974 als in aanbouw gemeld)
- Santa Barbara kreeg het merk Trenwiths, na de overname van die winkel
- Santa Susana / Simi Valley, Tapo Street 2242
- Thousand Oaks, oorspronkelijk North Moorpark Road 316, verhuisde naar een winkel van 2.800 m² in Conejo Valley Plaza in 1979
- Van Nuys, Van Nuys Boulevard 6609, oorspronkelijk Butler Bros. Department Store, opgericht in 1951, overgenomen in 1974